# مشكيلة

مشكيلة اسم مركب من «مشة» وتعني الشمس و«كيلة» وتعني النهاية.
وبحسب الأساطير القديمة معناها «نهاية الشمس» أو «حد الشمس» أو «آخر الشمس».
و يذكر البروفسور علي عثمان محمد صالح عالم الآثار النوبي وابن القرية معني آخر للاسم هو أيضا مركب من كلمتين ميشي بمعني كبير أو ضخم (راجع اجزاء الساقية) وكول بمعني حفير. أي الحفير الكبير. وقد نشر ذلك في مجلة مشكنور.
تقع قرية مشكيلة في شمال السودان على بعد حوالى 600 كيلومترٍ شمال الخرطوم وعلى بعد حوالى 90 كيلومتر شمال مدينة دنقلا، على الضفة الشرقية لنهر النيل وعلى بعد كيلومترات قليلة من الشلال الثالث للنيل (كجبار وهي بأرض المحس محافظة وادي حلفا على ضفاف نهر النيل عند منحنى النهر شرق- غرب تحدها شرقا قرية فريق وغربا قرية نوري وشمالا بالضفة الأخرى للنيل قرية دفوي.
تتكون القرية من العديد من الاحياء تصطف بمحاذاة النيل من الغرب الي الشرق هي: كسبتة، فقيركي، خشابكي، تبدنكي، حاجنكي، ادولكي، فركي، مشكيلة وسط، نصركي، همبون، ارمد، حسنكي، كولوسود.
توجد سلسلة جبلية بمحاذاة القرية، ولذا سميت بأرض الحجر. التعداد السكاني حوالى 2000نسمة. ولكن يقدر عدد اهلها باكثر من ذلك بكثير ولكن اغلبهم يعملون في العاصمة أو دول المهجر ويعودون في الاجازات كما هو الحال في كل القري النوبية الأخرى، وهي أكبر قري المحس واكثرها اكتظاظا بالسكان.
تحتوي القرية علي العديد من المواقع الاثرية من حقب تاريخية مختلفة وتوجد العديد من الحصون الحجرية والطينية وبعض القباب الإسلامية في مقابرها.
يوجد بالقرية مدرستان للاساس واحدة للبنين واخري للبنات ومستوصف ونادي اجتماعي ومشروع زراعي تعاوني. تمتاز بنخيلها وخصب اراضيها رغم ضيقها الشديد. كما يرسم النيل شريطا من الجمال والخضرة وسط الصحراء الشاسعة.
ينتشر أبناء القرية الآن في الخرطوم واماكن كثيرة في السودان كما ينتشرون في الكثير من بلدان العالم خصوصا في المملكة العربية السعودية والولايات المتحدة الأمريكية وكندا.